# ستاره ولف–رایه

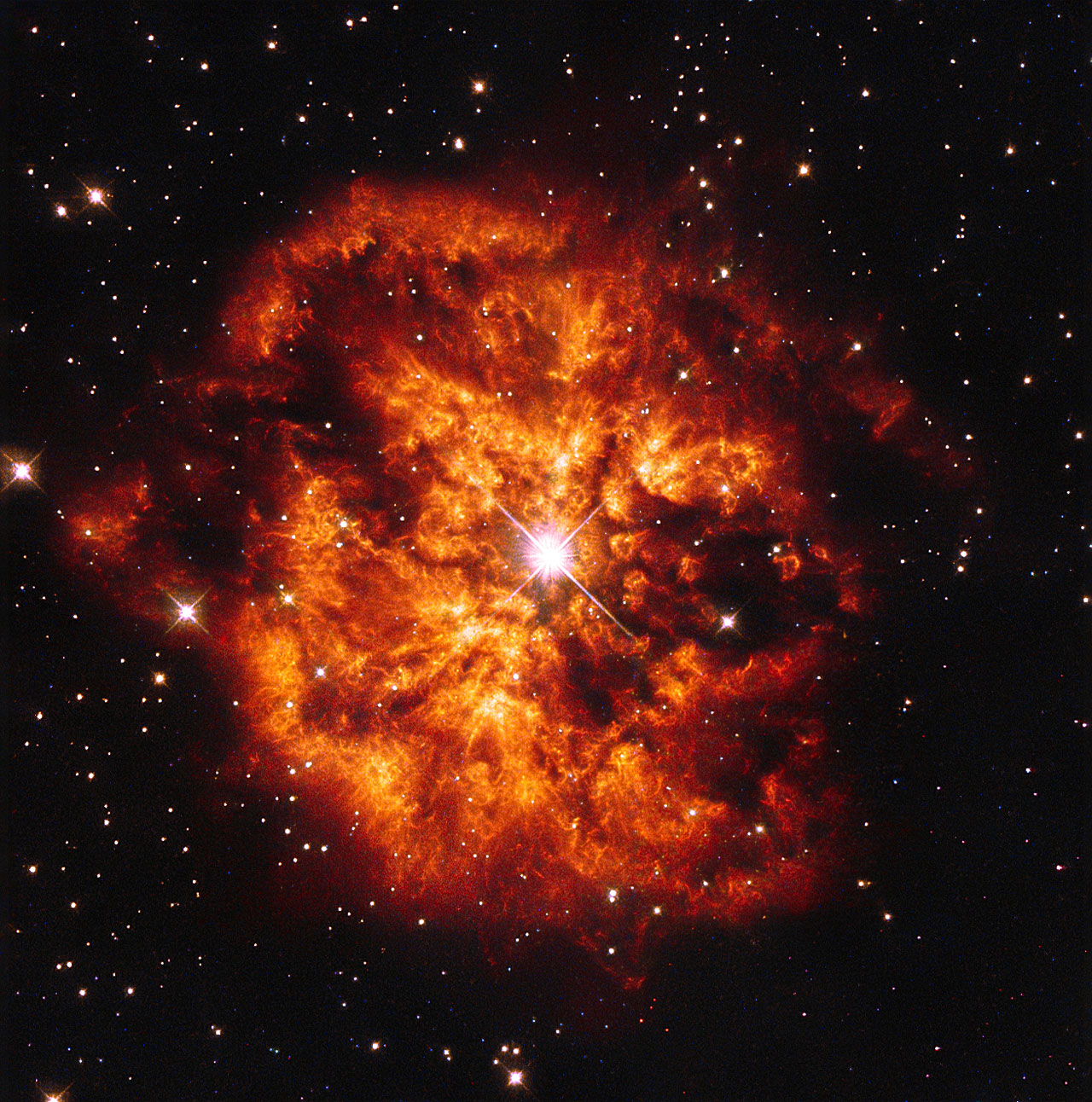
تصویری به‌وسیلهٔٔ تلسکوپ فضایی هابل از سحابی m1-67 پیرامون ستاره ولف-رایهٔ WR 124

ستارگان ولف-رایه (به انگلیسی: Wolf-Rayet stars) ستارگانی بسیار پرجرم یعنی با جرم بالای ۲۰ جرم خورشید هستند. آنان همچنین بسیار روشن و داغند و از این رو توجّه اخترشناسان را جلب کرده‌اند و به دلیل روشنایی زیاد خود یکی از گونه‌های فراغول‌ها هستند. طیف این ستارگان نیز غیر عادّی است و این خود یکی از عواملی است که آنان را از دیگر ستارگان آسمان جدا می‌سازد.

## طیف
چیزی که در طیف این ستارگان توجه هر فرد آشنا با اخترشناسی را جلب می‌کند این است که به جای خطوط جذبی عادی که در طیف‌های ستارگان معمول هستند، در طیف این ستارگان نه تنها خطوط جذبی دیده نمی‌شوند بلکه دارای خطوط نشری هستند. نکتهٔ جالب تر این است که پهنای این خطوط هم بسیار است! ویژگی‌های شگفت‌آور طیف این ستارگان به قدری فراوان است که اخترشناسانِ پس از پیکرینگ برای آنان رده طیفی دیگری به نام WR ایجاد کرده‌اند.

## دلیل‌های غیرعادی بودن طیف‌های این ستارگان
یکی از شگفتی‌های موجود در این ستارگان ویژه وجود بادهای ستاره‌ای بسیار نیرومند در این ستارگان است. بادهای ستاره‌ای ستارگان ولف رایه سرعت‌هایی بیش از حدود ۲٬۰۰۰ کیلومتر بر ثانیه دارند. علل این سرعت‌های دور از تصوّر این هستند که ستارگان نامبرده شده جوهای ناپایداری دارند و جوهای بیرونی خود را به صورت لایه‌هایی حبابی شکل و سرشار از گاز و غبار به بیرون پرتاب می‌کنند. این ستارگان ترکیبات شیمیایی گوناگونی دارند. در جوهای بیرونی برخی از آنان عنصر کربن به میزان فراوان وجود دارد. برخی دیگر نیز دارای میزان فراوان نیتروژن در جوهای بیرونی خود هستند. همچنین در جوهای بیرونی برخی از آنان هیچ‌یک از این دو عنصر به صورت فراوان وجود ندارند. ستارگان ولف رایتی که در جوهای بیرونی خود مقدار فراوانی عنصر کربن دارند در طیف خود خطوط نشری کربن را آشکار می‌کنند زیرا این عنصرها هنگامی که به شکل بادهای ستاره‌ای به محیط پیرامونی ستاره پرتاب می‌شوند همهٔ فوتون‌هایی را که به سمت‌شان می‌آیند را می‌ربایند. سپس به فوتون‌های بخش‌های خاصی از طیف اجازهٔ دوباره گسیل شدن را می‌دهند. این بخش‌های ویژه خطوط نشری نام دارند. در برخی از این ستارگان که در جوهای بیرونی خود به جای کربن فراوان نیتروژن فراوان دارند همین پدیده رخ می‌دهد ولی آن‌ها به جای خطوط نشری کربن نیرومند خطوط نیرومند نیتروژن را می‌نمایانند. در کنار این دو نوع عنصر ملکول‌ها واتم‌های فراوانی در جوهای بیرونی و بادهای ستاره‌ای این ستارگان موجودند. این ذرات هم خطوط نشری مربوط به خود را درست می‌کنند.

### علل پهنای زیاد خطوط نشری این ستارگان
پیش از این اشاره شد که این ستارگان بادهای ستاره‌ای بسیار شدیدی دارند. چون ستارگان اجرامی کروی یا شبه‌کروی هستند. برخی از این بادها که از بخش پشت ستاره گسیل می‌شوند از ما دور می‌شوند یا به عبارتی دیگر نسبت به ما سرعت شعاعی مثبت دارند و برخی دیگر که از بخش جلوی ستاره گسیل می‌گردند به ما نزدیک می‌شوند یا برخلاف مورد پیش نسبت به ما سرعت شعاعی منفی دارند. اثر دوپلر باعث می‌شود که پرتوهای گسیل شده از بادهای ستاره‌ای نزدیک شونده به ما دچار انتقال به آبی بشوند. همچنین این پدیده بر روی پرتوهای گسیل شده از بادهای ستاره‌ای دور شونده از ما اثر وارونه می‌گذارد یعنی سبب انتقال به سرخ این پرتوها می‌شود.

## تغییر قدر
ستارگان ولف-رایه به عنوان گروهی از ستارگان متغیّر هم رده‌بندی می‌شوند. این اختران گروهی از متغیّرهای ذاتی انفجاری هستند که به‌طور نامنظّم و با دامنه بالای ۰٫۱ تغییر قدر می‌دهند.

## تاریخچهٔ اکتشافات دربارهٔ ستارگان ولف-رایه
در سال ۱۸۶۷ میلادی در رصدخانهٔ پاریس دو نفر به نام‌های چارلز ولف و جرج رایه هنگامی که طیف‌های بسیاری از ستارگان صورت فلکی دجاجه را رمزگشایی می‌کردند سه ستارهٔ ناشناس را یافتند. هنگامی که طیف این ستارگان را رمزگشایی کردند، برخلاف خطوطی جذبی عادّی و باریک معمولی خطوط غیر عادّی نشری پهنی را در طیف‌های آنان دیدند. در طیف بیشتر ستارگان در پی حضور عنصرها در لایه‌های بالایی که پرتو را در دامنهٔ ویژه‌ای جذب می‌کنند، خطوط جذبی دیده می‌شود. شمار ستارگان با خطوط نشری بسیار کم است؛ بنابراین این ستارگان آشکارا غیرعادی بودند.
ماهیت خطوط نشری در طیف این ستارگان برای چند دهه ناشناخته ماند. ادوارد سی پیکرینگ نظریه‌ای پیشنهاد داد که مطابق آن این خطوط ناشی از حالت‌هایی غیرعادی از اتم هیدروژن هستند. روشن شد که با جای‌گذاری اعداد کوانتمی نیم صحیح خطوط «سری پیکرینک» با طرحی مشابه خطوط سری بالمر به دست می‌آیند. سپس نشان داده شد که این خطوط ناشی از حضور عنصر هلیوم هستند. گازی که در سال ۱۹۶۸ کشف شد.
تا سال ۱۹۲۹ علت پهنای این خطوط نشری ناشی از اثر دوپلر شناخته شد و بنابراین آشکار شد که گازی که این ستارگان را احاطه کرده‌است با سرعت بین ۲۰۰ تا ۳٬۴۰۰ کیلومتر بر ثانیه در راستای خط دید به سمت بیرون حرکت می‌کند. پیامد این یافته این است که ستاره‌ای از گونهٔ ولف-رایه همیشه به محیط پیرامونش گاز پرتاب می‌کند و در نتیجه ناحیه‌ای گسترده شونده از گاز درخشان می‌سازد. نیرویی که گاز را با سرعت‌های بالای دیده شده به فضا پرتاب می‌کنند فشار تابشی است. افزون بر خطوط نشری هلیوم خطوط نشری کربن، نیتروژن و اکسیژن نیز در طیف ستارگان ولف-رایه شناسایی شده‌اند. در سال ۱۹۳۸ اتحادیه بین‌المللی اخترشناسی طیف ستارگان ولف-رایه را بر پایه اینکه طیف‌شان بیشتر شامل خطوط کربن و اکسیژن (O و C) یا نیتروژن (N) باشد به ترتیب به دو بخش WC و WN دسته‌بندی کردند.

## مدل‌های تحول ستاره‌ای
امروزه بیشتر ستارگان ولف-رایه به عنوان مرحله‌ای طبیعی در در دگرگونی ستارگان پرجرم شناخته شده‌اند. گمان می‌رود که ستارگان ولف-رایه نمی‌توانند از ستارگانی با فلزیگی پایین به وجود بیایند چرا که این ستارگان نمی‌توانند به مقدار کافی جرم از دست بدهند و در عوض یکراست به مرحلهٔ ابرنواختر از نوع pair-instability یا photodisintegration می‌روند.

## ستارگان ولف-رایه در کهکشان راه شیری
این ستارگان بسیار کمیاب هستند ولی  امروزه دانشمندان به کمک پیشرفت‌های شایان اخترشناسی نزدیک به ‌۵۰۰ ستارهٔ ولف-رایت را در کهکشان ما شناخته‌اند. این عدد در چند سال گذشته به کمک رصدهای پیمایشی (surveys) پرتوسنجی و طیف‌سنجی در محدودهٔ فروسرخ، به میزان بسیاری افزایش یافته‌است.

## ستارهٔ نمونه
ستارهٔ نمونه این ستارگان ستارهٔ گاما ۱ بادبان است. این ستاره یک ستارهٔ دوتایی است و دارای همدمی با قدر دیداری حدود ۴٫۲ با نام گاما ۲ بادبان می‌باشد. ستارهٔ گاما ۱ بادبان دارای قدر دیداری حدود ۱٫۷۵ است و در نتیجه درخشان‌ترین ستارهٔ ولف–رایه و درخشان‌ترین ستارهٔ پیکر آسمانی بادبان و یکی از ۴۰ ستارهٔ درخشان آسمان است.